# Eugène Appert (peintre)
Pour les articles homonymes, voir Eugène Appert et Appert.
Eugène Appert, né le 28 décembre 1814 à Angers et mort le 8 mars 1867 à Cannes, est un peintre français de sujets historiques et de natures mortes

## Biographie
Il vint à Paris en 1837 pour entrer dans l'atelier d'Ingres, auprès duquel il étudie, et ne tarde pas à se faire une place parmi les peintres de son époque.
Il expose au Salon de Paris entre 1837 et 1865.
Parmi ses œuvres, il peint notamment Le Pape Alexandre III chassé et déguisé en mendiant exposé au musée du Luxembourg et Néron devant le cadavre d'Agrippine, exposé au musée Ingres de Montauban. Les sœurs de la Charité secourant les blessés en Crimée (Musée de Versailles) ; Les Papillons, La bacchante ivre, Charles le Brun (Musée d'Angers). Il peint également le portrait de le Nôtre (Musée d'Autun) et deux natures mortes exposées au musée des beaux-arts de Dijon.
En 1838, Eugène Appert fait don de sa Bacchante au musée d'Angers.
Eugène Appert obtint de nombreuses commandes officielles : fresques de l'église sainte Marie, la chapelle de l'hôpital d'Angers, décors peints aux Tuileries et au Louvre, La Mort de Saint-Joseph (église Saint-Joseph, Angers).
Le 1er juillet 1851, Eugène Appert se marie avec Marie Léonide Leroy, fille du pépiniériste angevin André Leroy.
Prix-Paris 1891,vente Hading La fleuriste et le mousquetaire, 103 fr
1900, vente Miseur Chiens de chasse" 150 fr
1910 Vase sur un piédestal, 100 fr
20/3/1909 Dans l'attente, musique enchanteresse, 10 LS
7/4/1941 Paris Femme renversée, la gorge décolletée, 450 Fr
22/mai 44 Paris Eve, 310 FR
Eugène Appert fut décoré chevalier de la Légion d'honneur en 1859.